# Igual aos apóstolos
Igual aos apóstolos ou isapóstolo (em grego:  ἰσαπόστολος, transl.: isapóstolos; em latim: aequalis apostolis; em russo:  равноапостольный, transl. ravnoapostol'nyj; em búlgaro e sérvio: равноапостолни, transl. ravnoapostolni) é um título especial concedido a alguns santos no cristianismo oriental, utilizado pela Igreja Ortodoxa e pelas Igrejas Católicas Orientais. O título é um reconhecimento ao serviço excepcional prestado por estes santos na disseminação e consolidação do cristianismo, comparável ao dos doze apóstolos originais.

## Lista parcial
- Santa Maria Madalena (século I)
- Santa Fotina, a "samaritana no poço" (século I)
- Santa Tecla (século I)
- Santo Abércio (século II)
- Santa Helena de Constantinopla (ca. 250 – ca. 330)
- São Constantino, o Grande (ca. 272 – 337)
- Santa Nino (ca. 296 – ca. 338 or 340)
- Meribanes III (ca. 277 – 361)
- São Patrício (século V)
- São Cirilo (827 – 869)
- São Metódio (826 – 885)
- São Bóris (m. 907)
- Santa Olga (ca. 890 – 969)
- São Vladimir (ca. 958 – 1015)
- Santo Estêvão da Hungria (969 – 1038)
- São Sava da Sérvia (1175 – 1235)
- São Cosme de Etólia (1714 – 1779)
- Santo Inocêncio do Alasca (1797 – 1879)
- São Nicolau do Japão (1836 – 1912)